# Tsjecho-Slowaakse parlementsverkiezingen 1920

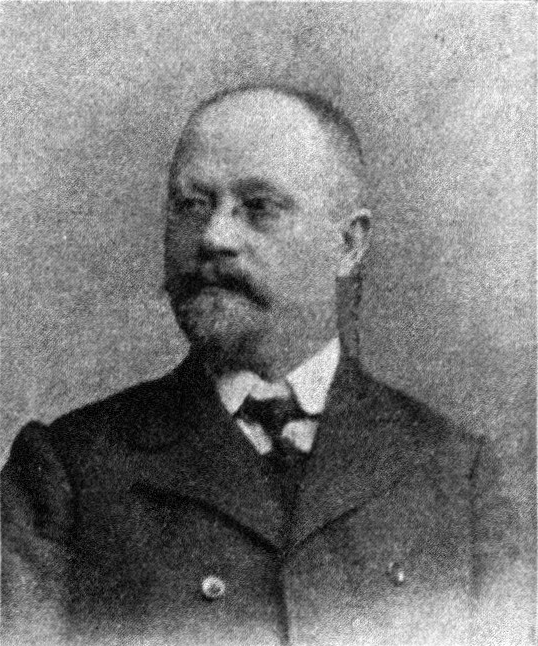
Antonín Němec (ČSDSD)

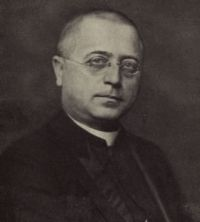
Mgr. Jan Šrámek (ČSL)

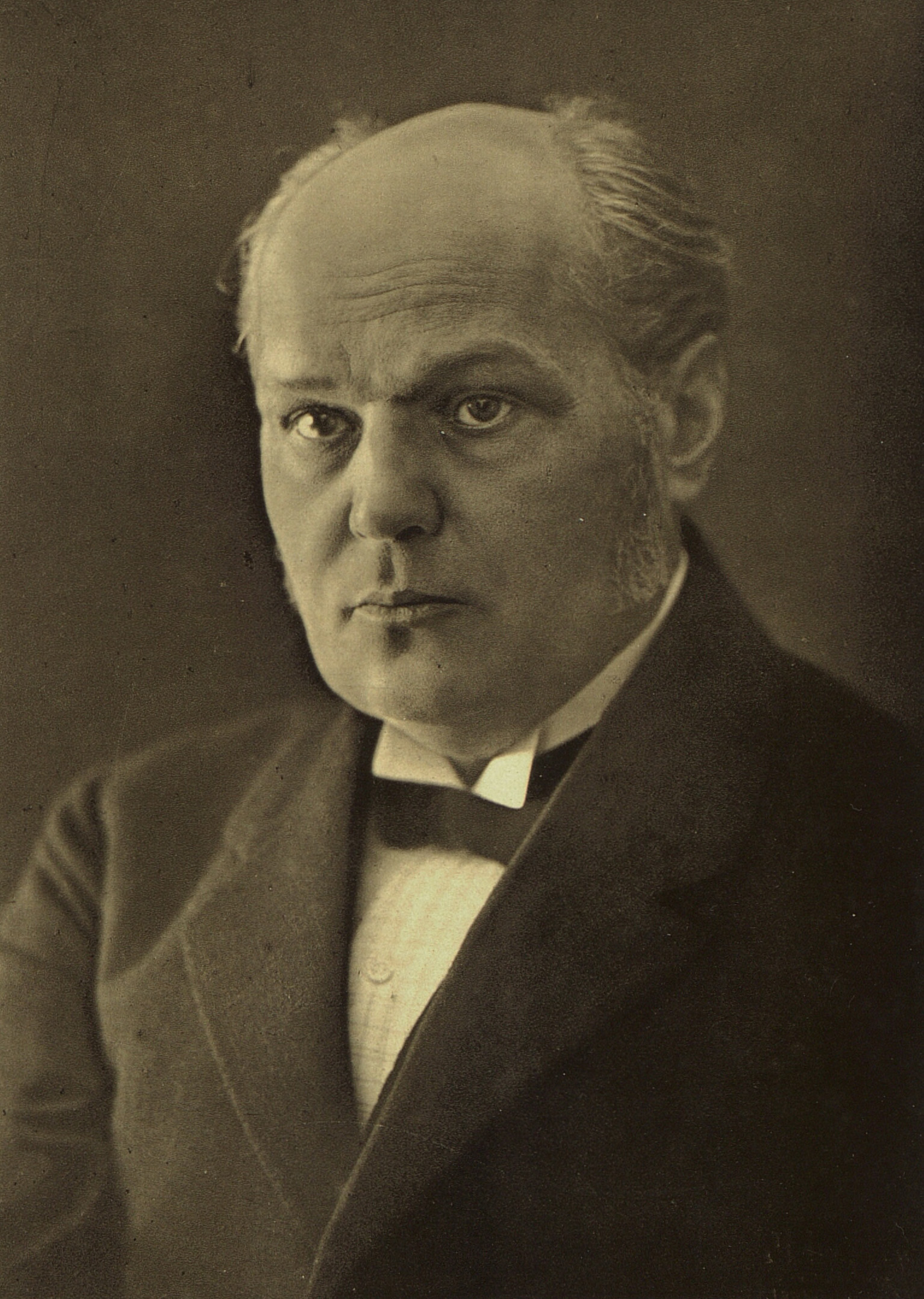
Antonín Švehla (RSZML)

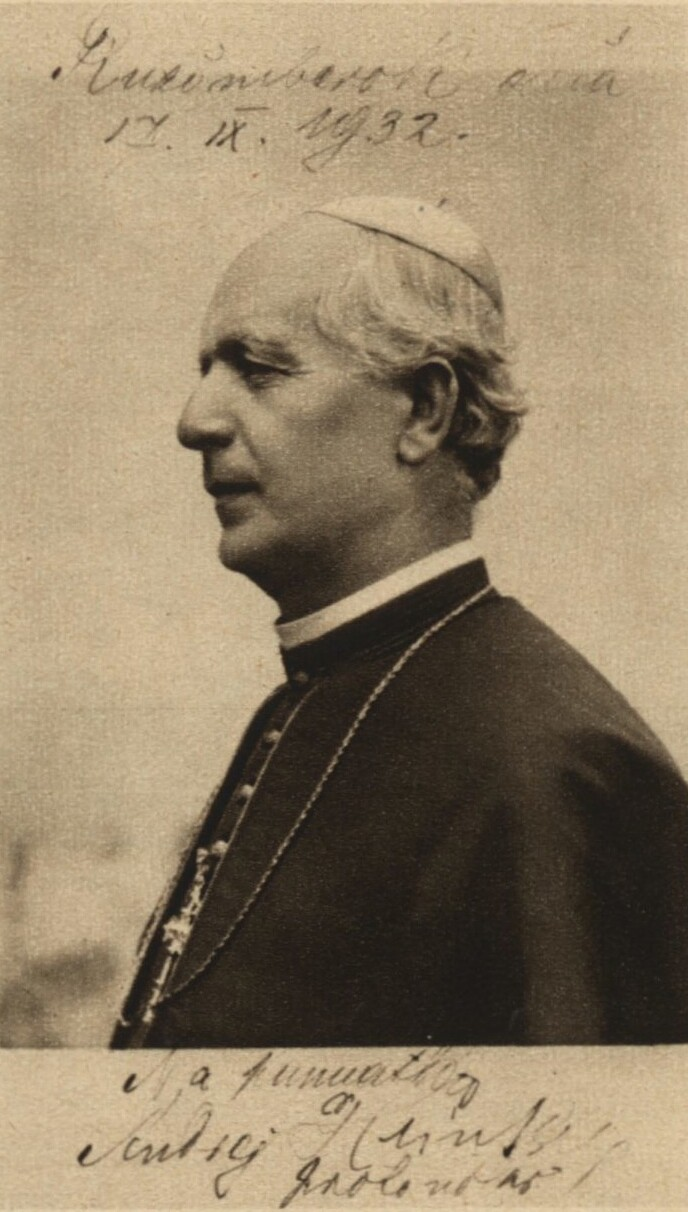
Mgr. Andrej Hlinka (SL'S)

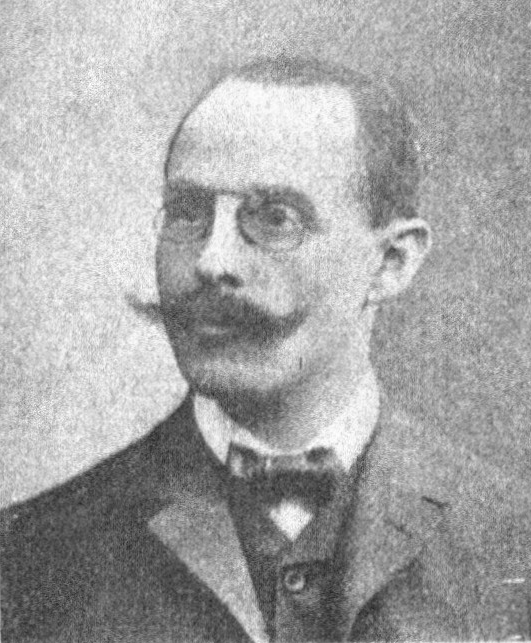
Josef Zeliger (DSDAP)

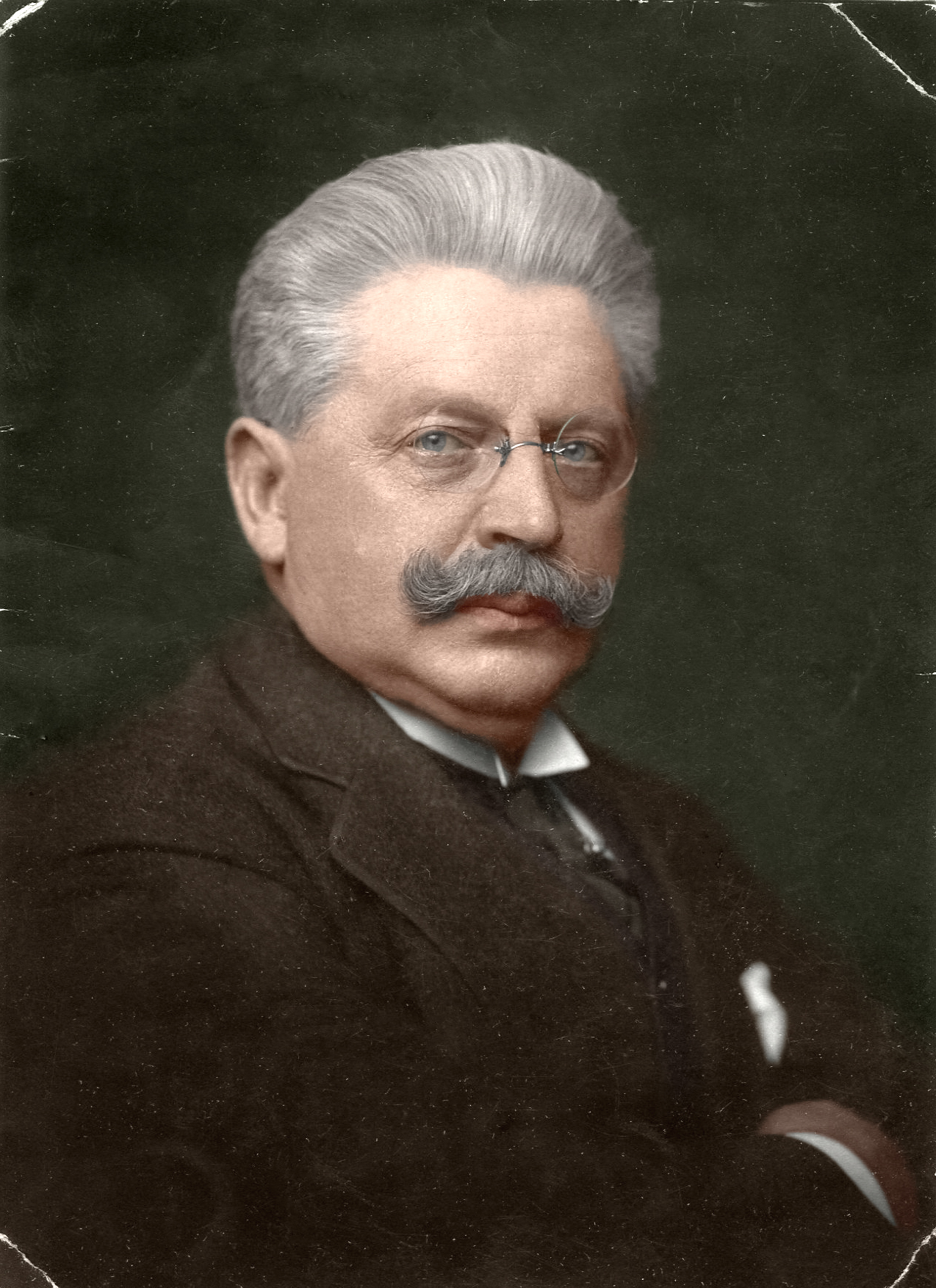
Václav Klofáč (ČSS)

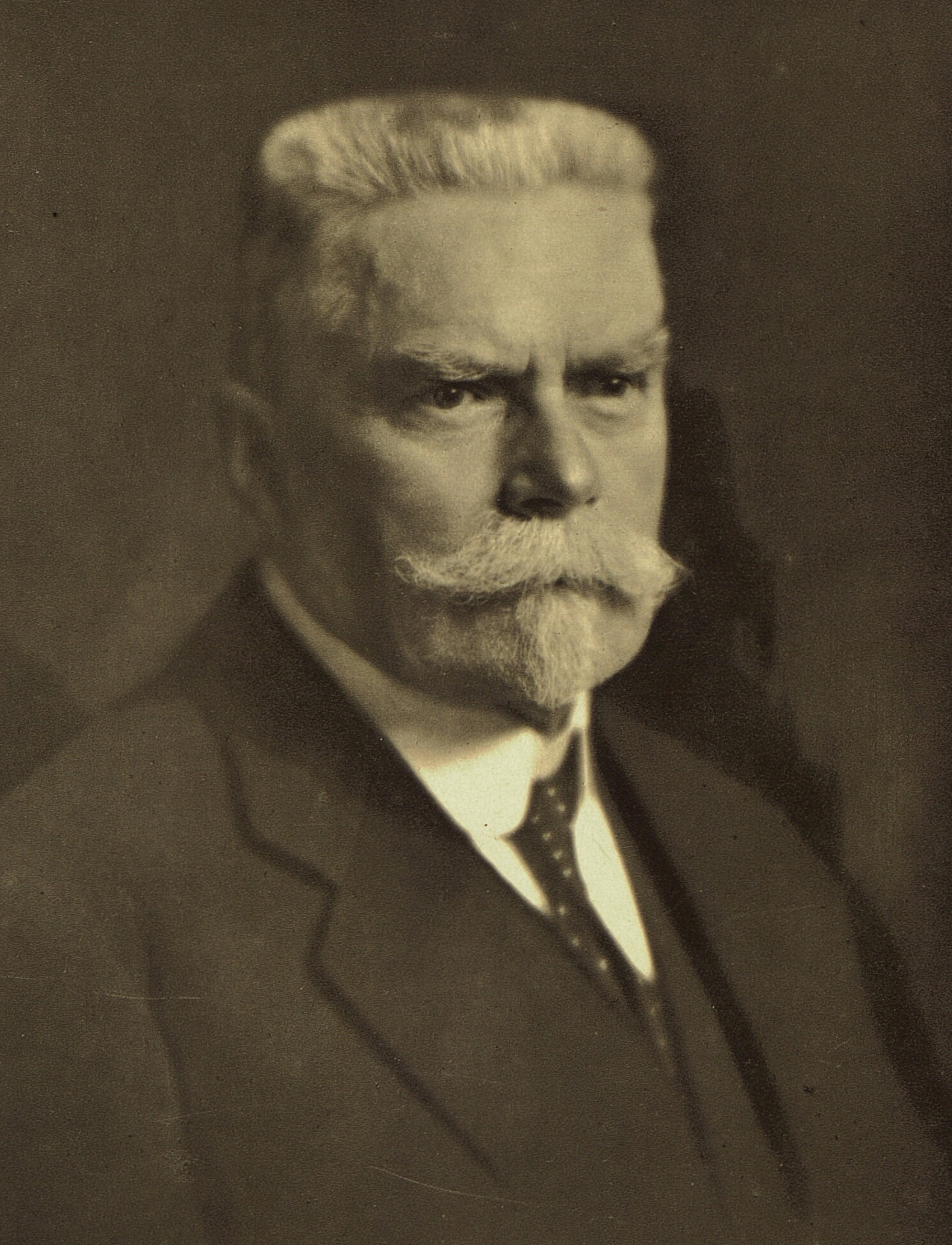
Karel Kramář (ČsND)

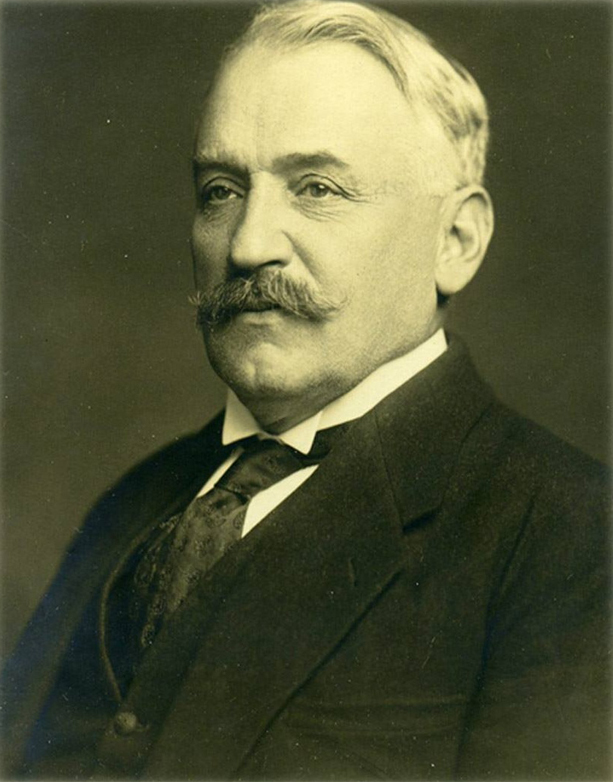
Pavel Blaho (SNaRS)

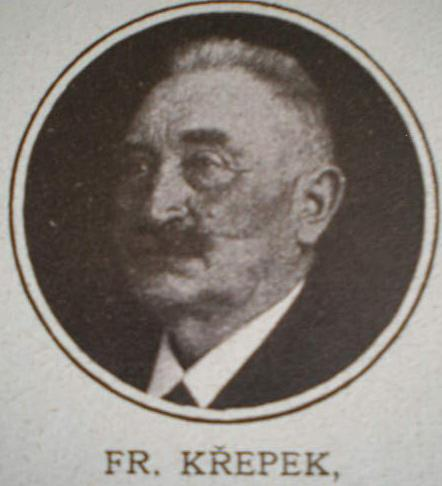
Franz Křepek (BdL)

De Tsjecho-Slowaakse parlementsverkiezingen van 18 april 1920 waren de allereerste federale verkiezingen van zijn soort in de in november 1918 Tsjecho-Slowaakse Republiek. Aanvankelijk stonden de verkiezingen voor 1919 gepland, maar werden uiteindelijk op 18 april 1920 gehouden. De verkiezingen werden overtuigend gewonnen door de Tsjecho-Slowaakse Sociaaldemocratische Arbeiderspartij (ČSDSD).

## Deelnemende partijen
| Partij                                                                                    | Nationaliteit      | Richting              | Ideologie                                                                        |
| ----------------------------------------------------------------------------------------- | ------------------ | --------------------- | -------------------------------------------------------------------------------- |
| Tsjecho-Slowaakse Sociaaldemocratische Arbeiderspartij (ČSDSD)                            | Tsjecho-Slowaaks   | Centrumlinks Links    | Sociaaldemocratie Democratisch socialisme                                        |
| Republikeinse Partij van Landbouwers en Boeren (RSZML)                                    | Tsjecho-Slowaaks   | Centrumrechts         | Agrarisme Nationaal-conservatisme                                                |
| Slowaakse Nationale- en Boerenpartij (SNaRS)                                              | Slowaaks           | Centrumrechts Rechts  | Nationaal-conservatisme Slowaaks-nationalisme                                    |
| Tsjecho-Slowaakse Socialistische Partij (ČSS)                                             | Tsjecho-Slowaaks   | Centrumlinks          | Reformistisch socialisme Sociaalliberalisme Liberale democratie                  |
| Tsjecho-Slowaakse Volkspartij (ČSL)                                                       | Tsjecho-Slowaaks   | Centrum Centrumrechts | Christendemocratie Sociaal-conservatisme Centrisme                               |
| Tsjecho-Slowaakse Nationaal-Democraten (ČND)                                              | Tsjecho-Slowaaks   | Centrumrechts         | Nationaal-conservatisme Panslavisme Nationaal-liberalisme                        |
| Slowaakse Volkspartij (SL'S)                                                              | Slowaaks           | Centrumrechts Rechts  | Slowaaks-nationalisme Politiek katholicisme Nationaal-conservatisme Corporatisme |
| Tsjecho-Slowaakse Handelspartij (ČŽOS)                                                    | Tsjecho-Slowaaks   | Centrumrechts         | Liberalisme Conservatisme Etatisme Economisch nationalisme                       |
| Socialistische Partij van het Tsjecho-Slowaakse Werkende Volk (SSČLP)                     | Tsjechoslowaaks    | Links                 | Sociaaldemocratie Democratisch socialisme Coöperatieve beweging                  |
| Duitse Sociaaldemocratische Arbeiderspartij (DSDAP)/ Duitse Gemeenschap van Kiezers (DWG) | Duitsers           | Centrumlinks          | Sociaaldemocratie Democratisch socialisme Progressivisme                         |
| Duitse Nationale Partij (DNP)                                                             | Duitsers           | Rechts                | Groot-Duits nationalisme Nationaal-conservatisme                                 |
| Duitse Nationaalsocialistische Arbeiderspartij (DNSAP)                                    | Duitsers           | Extreemrechts         | Nationaalsocialisme Groot-Duits nationalisme                                     |
| Landbouwersbond (BdL)                                                                     | Duitsers           | Rechts                | Groot-Duits nationalisme Agrarisme Conservatisme                                 |
| Duitse Christelijk-Sociale Volkspartij (DCSVP)                                            | Duitsers           | Centrumrechts Rechts  | Politiek katholicisme Conservatisme                                              |
| Duitse Democratische Vrijheidspartij (DDFP)                                               | Duitsers           | Centrum               | Klassiek liberalisme                                                             |
| Nationale Partij van Kleine Boeren (OMKFP)                                                | Hongaren           | Rechts                | Agrarisme Hongaars nationalisme                                                  |
| Provinciale Christelijk-Socialistische Partij (OKSZP)                                     | Hongaren           | Centrumrechts         | Christelijk socialisme Hongaars nationalisme Conservatisme                       |
| Duits-Hongaarse Sociaaldemocratische Partij (DUSDP)                                       | Duitsers/ Hongaren | Centrumlinks          | Sociaaldemocratie Minderheden belangen                                           |

## Uitslag

### Kamer van Afgevaardigden
| Tsjecho-Slowaakse Sociaaldemocratische Arbeiderspartij (ČSDSD)                            | Tsjecho-Slowaaks                | 25,7% | 74 / 300  |  |  |  |
| Republikeinse Partij van Landbouwers en Boeren (RSZML)                                    | Tsjecho-Slowaaks                | 9,7%  | 28 / 300  |  |  |  |
| Slowaakse Nationale- en Boerenpartij (SNaRS)                                              | Slowaaks                        | 3,9%  | 12 / 300  |  |  |  |
| Tsjecho-Slowaakse Socialistische Partij (ČSS)                                             | Tsjecho-Slowaaks                | 8,1%  | 23 / 300  |  |  |  |
| Tsjecho-Slowaakse Volkspartij (ČSL)                                                       | Tsjecho-Slowaaks                | 11,3% | 21 / 300  |  |  |  |
| Tsjecho-Slowaakse Nationaal-Democraten (ČND)                                              | Tsjecho-Slowaaks                | 6,3%  | 19 / 300  |  |  |  |
| Slowaakse Volkspartij (SL'S)                                                              | Slowaaks                        | -     | 12 / 300  |  |  |  |
| Tsjecho-Slowaakse Handelspartij (ČŽOS)                                                    | Tsjecho-Slowaaks                | 2%    | 6 / 300   |  |  |  |
| Socialistische Partij van het Tsjecho-Slowaakse Werkende Volk (SSČLP)                     | Tsjecho-Slowaaks                | 1%    | 3 / 300   |  |  |  |
| Duitse Sociaaldemocratische Arbeiderspartij (DSDAP)/ Duitse Gemeenschap van Kiezers (DWG) | Duitsers                        | 16,4% | 31 / 300  |  |  |  |
| Duitse Nationale Partij (DNP)                                                             | Duitsers                        | -     | 10 / 300  |  |  |  |
| Duitse Nationaalsocialistische Arbeiderspartij (DNSAP)                                    | Duitsers                        | -     | 5 / 300   |  |  |  |
| Landbouwersbond (BdL)                                                                     | Duitsers                        | 3,9%  | 13 / 300  |  |  |  |
| Duitse Christelijk-Sociale Volkspartij (DCSVP)                                            | Duitsers                        | 3,4%  | 9 / 300   |  |  |  |
| Duitse Democratische Vrijheidspartij (DDFP)                                               | Duitsers                        | 1,8%  | 2 / 300   |  |  |  |
| Nationale Partij van Kleine Boeren (OMKFP)                                                | Hongaren                        | 0,4%  | 1 / 300   |  |  |  |
| Provinciale Christelijk-Socialistische Partij (OKSZP)                                     | Hongaren                        | 2,3%  | 5 / 300   |  |  |  |
| Duits-Hongaarse Sociaaldemocratische Partij (DUSDP)                                       | Duitsers/ Hongaren              | 3,8%  | 4 / 300   |  |  |  |
| Onafhankelijk                                                                             | Onafhankelijk                   | -     | 2 / 300   |  |  |  |
| Totaal                                                                                    | Totaal                          | 100%  | 281 / 300 |  |  |  |
| Blanco stemmen                                                                            | Blanco stemmen                  | -     | 0 / 300   |  |  |  |
| Vacante zetels                                                                            | Vacante zetels                  | -     | 19 / 300  |  |  |  |
| Totaal                                                                                    | Totaal                          | 100%  | 300       |  |  |  |
|                                                                                           |                                 |       |           |  |  |  |
| Geldig uitgebrachte stemmen                                                               | Geldig uitgebrachte stemmen     | -     |           |  |  |  |
| Blanco/ ongeldige stemmen                                                                 | Blanco/ ongeldige stemmen       | -     |           |  |  |  |
| Totaal uitgebrachte stemmen                                                               | Totaal uitgebrachte stemmen     | 100%  |           |  |  |  |
| Geregistreerde kiezers/ opkomst                                                           | Geregistreerde kiezers/ opkomst | 89,6% |           |  |  |  |
| Bron: Uitslag                                                                             |                                 |       |           |  |  |  |

### Senaat
| Republikeinse Partij van Landbouwers en Boeren (RSZML)                                |      | 14 / 142 |  |  |  |
| Tsjecho-Slowaakse Sociaaldemocratische Arbeiderspartij (ČSDSD)                        |      | 41 / 142 |  |  |  |
| Tsjecho-Slowaakse Socialistische Partij (ČSS)                                         |      | 10 / 142 |  |  |  |
| Landbouwersbond (BdL)                                                                 |      | 6 / 142  |  |  |  |
| Tsjecho-Slowaakse Volkspartij (ČSL)                                                   |      | 18 / 141 |  |  |  |
| Slowaakse Nationale- en Boerenpartij (SNS)                                            |      | 6 / 300  |  |  |  |
| Duitse Sociaaldemocratische Arbeiderspartij (DSDAP)                                   |      | 16 / 142 |  |  |  |
| Duitse Christelijk-Sociale Volkspartij (DCSVP)                                        |      | 4 / 142  |  |  |  |
| Tsjecho-Slowaakse Handelspartij (ČŽOS)                                                |      | 3 / 142  |  |  |  |
| Tsjecho-Slowaakse Nationaal-Democraten (ČND)                                          |      | 10 / 142 |  |  |  |
| Duitse Nationaalsocialistische Arbeiderspartij (DNSAP)/ Duitse Nationale Partij (DNP) |      | 8 / 142  |  |  |  |
| Provinciale Christelijk-Socialistische Partij (OKSZP)                                 |      | 2 / 142  |  |  |  |
| Overige partijen                                                                      |      | 4 / 142  |  |  |  |
| Totaal                                                                                | 100% | 142      |  |  |  |
|                                                                                       |      |          |  |  |  |
| Geldig uitgebrachte stemmen                                                           | -    | -        |  |  |  |
| Blanco/ ongeldige stemmen                                                             | -    | -        |  |  |  |
| Totaal uitgebrachte stemmen                                                           | -    | 100%     |  |  |  |
| Geregistreerde kiezers/ opkomst                                                       | -    | 89,6%    |  |  |  |
| Bron: Nohlen, et al.                                                                  |      |          |  |  |  |

## Verwijzingen
Parlementsverkiezingen in Tsjecho-Slowakije:
1920 · 1924 · 1925 · 1929 · 1935 · 1946 · 1948 · 1954 · 1960 · 1964 · 1971 · 1976 · 1981 · 1986 · 1990 · 1992

Verkiezingen voor de Tsjechische Nationale Raad:
1971 · 1976 · 1981 · 1986 · 1990 · 1992

Verkiezingen voor de Slowaakse Nationale Raad:
1971 · 1976 · 1981 · 1986 · 1990 · 1992